# Aurilândia
Aurilândia este un oraș în Goiás (GO), Brazilia. 